# ميغيل دورين
ميغيل دورين (بالإسبانية: Miguel Durán)‏ (مواليد 2 سبتمبر 1995) هو سبّاح إسباني، مثّل بلاده في الألعاب الأولمبية الصيفية 2016.

## روابط خارجية
ميغيل دورين على موقع الاتحاد الدولي للسباحة (الإنجليزية)
- ميغيل دورين على موقع اللجنة الأولمبية الدولية (الإنجليزية)
- ميغيل دورين على موقع أوليمبيديا (الإنجليزية)